# Katherine Carl
Katharine Augusta Carl (1865 – 1938) a fost un pictor și autor american, cel mai bine cunoscută pentru cele nouă luni petrecute în China în anul 1903, timp în care a pictat portretul împărătesei văduve Cixi pentru expoziția organizată în 1904 în Saint Louis, Missouri intitulată Louisiana Purchase Exposition, care a celebrat centenarul tratatului și achiziției teritoriale Louisiana Purchase.
La întoarcerea sa în Statele Unite, a publicat o carte despre experiența sa în China imperială intitulată Împreună cu Împărăteasa Dowager (în original, "With the Empress Dowager"). O etern îndrăgostită de China, Carl s-a născut în New Orleans, Louisiana, a vizitat și a locuit în China, decedând în 1939 în Peking.

## Cu Împărăteasa Dowager
Experiența unică a doamnei Carl în intimitatea și anturajul împărătesei Dowager Cixi sunt detailate de Muriel Jernigan în Forbidden City. Jernigan a locuit la rândul său în China, la Peking până la revoluția din 1912.